# Al-Mutawakkil
Abū al-Faḍl Jaʽfar ibn Muḥammad al-Muʽtaṣim billāh, (în arabă جعفر بن محمد المعتصم بالله; n. martie 822 d.Hr., Samarra, Irak – d. 11 decembrie 861 d.Hr., Samarra, Irak), cunoscut după numele său de domnie ca Al-Mutawakkil ʽalā Allāh („Cel care își pune încrederea în Dumnezeu”), a fost un conducător din timpul Califatului Abbasid care a condus Samarra ( teritoriu al Irakului de astăzi ) din 847 până la moartea sa, în anul 861. Acesta a fost precedat de Al-Wāṯiq și succedat de Al-Muntaṣir, unul din cei cinci fii ai săi care a moștenit o perioadă grea de război civil cunoscută ca Anarhia din Samarra. Deoarece era un conducător tânăr, Al-Mutawakkil nu se remarca printr-o importantă putere politică și militară, ci prin contribuția sa în sfera religioasă. Acesta avea un comportament auster față de comunitățile non-musulmane, dar și față de musulmanii de sorginte șiită. Când a venit la domnie, Al-Mutawakkil nu a arătat pic de de toleranță față de creștini și evrei, ordonând distrugerea bisericilor și a sinagogilor, dar și a monumentelor încheiate martirilor din credința islamică șiită. A interzis totodată practicile lor religioase și a impus un cod vestimentar diferit pentru non-musulmani.

## Armata
Puterea sa militară se baza pe gărzi turcice folosite pentru a stinge revoltele apărute în provinciile imperiului, dar și pentru a conduce bătălii împotriva imperiilor vecine, în special împotriva Imperiului Bizantin. Despre al-Mutawakkil se spune că ar fi format o nouă armată alcătuită din trupe arabe cu origini variate, în special soldați perși și armeni, folosiți în special pentru a submina puterea turcilor. Armata era atribuită vizirului, 'Ubayd Allāh, și număra 12.000 de capete, aceasta fiind pregătită pentru fiul său, Al-Mu'tazz. Minor fiind, Al-Mu'tazz se afla sub autoritatea lui 'Ubayd Allāh și, prin extensie, a califului. Relațiile dintre Al-Mutawakkil și turci erau la un nivel foarte scăzut. Dorința califului de a aduce schimbări în interiorul califatului au sădit semințele pentru distrugerea imperiului. Măsurile luate de acesta au înrăutățit situația; încercarea de a muta scaunul domniei din Irak, iar când aceasta nu a mers, o încercare de a înființa un nou centru administrativ la nord de Samarra.

## Importanță istorică
Al-Mutawakkil a abolit inchiziția introdusă de califul abassid al-Ma'mūn. Acesta era un oponent al șiismului, și promova un raționalism moderat, nesusținând cu fermitate un Coran creat, dar nici încrezător în sursele juridice și teologice. Acesta îl eliberează pe Ahmad ibn Muhammad ibn Hanbal, un important teolog și opozant al mutaziliților (cei care credeau în crearea Coranului). Ibn Hanbal a fost arestat și torturat în timpul califilor Al-Ma’mun ,Al-Mu’tasim și Al-Wathiq, urmând ca eliberarea lui să vină în anul 847, o dată cu întoarcerea la un islam ortodox sunit.
Al-Mutawakkil 'alā Allāh, prin abolirea dogmei khalq al-Qur'ān și prin introducerea politicii al-sunna wa l-jamā'a, a reprezentat o piatră de hotar pentru islamul sunit ca denominare religioasă dominantă. Ambiția sa de a codifica îmbrăcămintea pentru dhimmī, precum și demolarea mormântului lui Ḥusayn ibn 'Alī din Karbala poate fi văzută, de asemenea, ca o impunere religio-judiciară.

## Vestigii
Obiectele păstrate din perioada lui al-Mutawakkil sunt puține.Printre acestea se numără singurul exemplar de bănuț de argint ce este păstrat la Muzeul Kunsthistoriches din Viena. Pe o parte a bănuțului se află portretul califului, în timp ce partea opusă îl înfățișează pe acesta alături de un dromader.
Un alt vestigiu al vremii îl reprezintă Marea Moschee din Samarra, la vremea respectivă cea mai mare moschee din lume.De-a lungul timpului, aceasta a fost lovită de nenumărate ori în bătălii în bătălii, urmând ca în final să fie abandonată, până ziua de astăzi păstrându-se doar minaretul.''În 2005, faimosul minaret a fost parțial distrus într-un raid al insurgenților.După 1000 de ani de rezistență de-a lungul anilor medievali, aceasta a căzut răpusă de amuniția lumii moderne.''

## Moartea
Aproape de sfârșitul domniei lui, Al-Mutawakkil și-a arătat preferința pentru Al-Muʽtazz, în măsura în care l-a numit să conducă rugăciunile publice, ceea ce a pus paie pe foc pentru ceilalți moștenitori ai săi. În cele din urmă, Al-Mutawakkil îl acuză pe Al-Muntaṣir de nerăbdarea sa de a prelua tronul, adresându-i-se cu Al-Muntaẓir (cel care așteaptă) și Al-Mustaʽğil (cel care se grăbește), urmând ca mai apoi, să-l declare exclus din succesiunea la tron. Situația a făcut ca Muhammad să nu mai poată îndura umilirile tatălui său, așa că, ajutat de două două gărzi ale armatei, a elaborat un plan de asasinare al propriului tată. Ajutorul oferit de turci nu a venit fără un preț, după preluarea tronului de către Al-Muntaṣir, acesta a devenit un calif ușor manevrabil de către gărzile turce, care îl foloseau în scopuri personale.
Unele surse spun că frica lui al-Mutawakkil față de gărzile turce era atât de mare, încât acesta urmărea să mute capitala abassidă în Damasc, departe de tumultul care avea loc atunci la curtea imperială. După o scurtă călătorie a califului la Damasc, la scurt timp după întoarcerea sa acasă, Al-Mutawakkil își găsește sfârșitul în mâinile gărzilor sale. Este probabil ca al-Mutawakkil să fi căutat un loc de refugiu și scăpare de sub jugul turc.